# Невероятное нашествие медведей на Сицилию
«Невероятное нашествие медведей на Сицилию» (итал. La famosa invasione degli orsi in Sicilia) — сказка итальянского писателя Дино Буццати, опубликованная 1945 году. Иллюстрации к ней создал сам автор. 
Изначально сказка публиковалась в выпусках журнала Corriere dei Piccoli в период с января по апрель 1945 года, однако публикация не была завершена. В конце того же года переработанный текст вышел отдельным изданием.
На русский язык переведена лишь в 2005 году. Экранизирована в 2019 году.

## Сюжет
В стародавние времена на Сицилии было множество гор, покрытых лесами, в которых жили медведи. Однажды два охотника поймали и увели с собой медвежонка Тони, сына медвежьего Царя Леонция. После этого прошло несколько лет, и одной суровой зимой медведи, у которых кончилась пища, решили спуститься на равнину. Они вступили в бой с войском Эрцгерцога, управлявшего Сицилией, и смогли одолеть солдат. После этого на медведей напала армия боевых кабанов, однако звездочёт Де Амброзиус, обиженный на Эрцгерцога, при помощи своей волшебной палочки превратил кабанов в воздушные шары. Затем напуганный Де Амброзиус решил погубить медведей и завлёк их в страшный Замок Духов, населённый привидениями. Однако медведи не испугались, а, напротив, встретили среди призраков своих погибших товарищей и в честь этой встречи устроили весёлый праздник. После этого Де Амброзиус привёл медведей к замку Тролля, который выпустил из клетки кровожадное Котище-Страшилище. Однако медведи смогли победить и его, после чего пошли на штурм Пеликаньей Крепости, стоящей на подступах к столице.
Через несколько дней крепость пала благодаря хитроумным изобретениям и устройствам медведя Умельца. Медведи ворвались в столичный театр Эксельсиор, где Царь Леонций узнал в медвежонке-канатоходце своего похищенного сына. В ярости Эрцгерцог ранил медвежонка из пистолета, за что сам был убит. Тони же благодаря волшебному заклинанию звездочёта выздоравливает. Медведи устраивают в городе танцы и гуляния в честь победы. На Сицилии устанавливается власть Царя Леонция.
Проходит тринадцать лет, медведи сильно меняются: они полюбили одеваться в красивые костюмы и привыкли к роскоши. Леонций с грустью вспоминает о прежней жизни в лесах. Начинаются неприятности: у профессора Де Амброзиуса крадут волшебную палочку, появляются новые доказательства того, что медведи ведут распутный образ жизни, ночью кто-то нападает на Большой Всемирный Банк и уносит все его запасы. Камергер Франт внушает Царю, что налёт совершен людьми по наущению волшебника. Чтобы развеять царскую печаль, Франт приказывает поставить в честь Царя Леонция исполинский памятник. Царь успокаивается, но приходит новая беда: на город нападает морской змей. На паруснике Царь Леонций выходит сразиться с чудищем и убивает его ударом гарпуна, при этом Франт стреляет Царю в спину.
Повинуясь последней воле умирающего Царя, медведи расстаются с богатством, роскошью и беспутством. Они прощаются с людьми и возвращаются к себе в горы, растянувшись по дороге длинной вереницей.

## Отзывы
Уже в 1947 году сказка была переведена на английский язык и вышла отдельным изданием в Нью-Йорке. Книга получила положительные отзывы. Так, американские рецензенты отмечали, что произведение является исключительным и уникальным как для детей, так и для взрослых, обладает оригинальным юмором и высоким драматизмом, а иллюстрации к ней — «чистый восторг». По словам другого рецензента, по мере чтения ты оказываешься «внутри пьесы, внутри фильма, внутри сна или в гигантском кукольном театре», сходство с которым проявляется также в том, что в самом начале автор представляет всех своих персонажей.
Алесия Террузи подчёркивает двойственную природу произведения, которое совмещает особенности сказки (особенно в первой части) и романа. В своей «сказочной» структуре повествование использует функции, выделенные в «Морфологии сказки» Владимира Проппа: неудача в начале, уход и преодоление различных испытаний, достижение цели, недостача и последующее восстановление баланса. Во второй части (царствование медведей) автор выходит за рамки сказочной «морфологии» и мы вступаем в измерение романа или, точнее, фантастической литературы. Фантастический сюжет помог избавиться от ассоциаций с событиями Второй мировой войны, что было неизбежно в 1945 году. Как вспоминал сам Буццати, на одном из рисунков изображение города, куда медведи входили как победители, по стилю архитектуры оказалось похожим на один из немецких городов. Редакторы журнала сочли это намёком на «прибытие русских в Берлин», и рисунок пришлось переделывать.
Одной из своих любимых книг «Невероятное нашествие медведей на Сицилию» называл писатель Дэниел Хэндлер (Лемони Сникет), способствовавший её переизданию в США.

## Адаптации
Сам Буццати написал драматическую версию сказки, которая была впервые поставлена в Милане в 1965 году.
В 2019 году фильм был экранизирован: полнометражный анимационный фильм «Знаменитое вторжение медведей на Сицилию» производства Франции и Италии снял режиссёр Лоренцо Маттотти.